# Bryce Van Brabant
Bryce Van Brabant, född 12 november 1991, är en kanadensisk professionell ishockeyspelare som spelar för Calgary Flames i NHL. Han har spelat på lägre nivå för Quinnipiac Bobcats (Quinnipiac University) i NCAA.
Van Brabant blev aldrig draftad av någon NHL–organisation.

## Statistik
| 2008–2009   | Spruce Grove Saints | AJHL        | 46  | 4  | 7  | 11 | 84  | —  | — | — | —  | —  |
| 2009–2010   | Spruce Grove Saints | AJHL        | 51  | 8  | 5  | 14 | 137 | 16 | 1 | 4 | 5  | 16 |
| 2010–2011   | Spruce Grove Saints | AJHL        | 54  | 10 | 12 | 22 | 163 | 13 | 2 | 3 | 5  | 41 |
| 2011–2012   | Quinnipiac Bobcats  | NCAA        | 33  | 4  | 3  | 7  | 51  | —  | — | — | —  | —  |
| 2012–2013   | Quinnipiac Bobcats  | NCAA        | 42  | 5  | 8  | 13 | 48  | —  | — | — | —  | —  |
| 2013–2014   | Calgary Flames      | NHL         | 1   | 0  | 0  | 0  | 2   | —  | — | — | —  | —  |
|             | Quinnipiac Bobcats  | NCAA        | 40  | 15 | 7  | 22 | 113 | —  | — | — | —  | —  |
| NHL totalt  | NHL totalt          | NHL totalt  | 1   | 0  | 0  | 0  | 2   | —  | — | — | —  | —  |
| NCAA totalt | NCAA totalt         | NCAA totalt | 115 | 24 | 18 | 42 | 212 | —  | — | — | —  | —  |
| AJHL totalt | AJHL totalt         | AJHL totalt | 151 | 22 | 25 | 47 | 384 | 29 | 3 | 7 | 10 | 57 |